# Otto Boehm
Otto Boehm (Joinville, 15 de março de 1868 – Joinville, 16 de maio de 1923) foi um político brasileiro.

## Biografia
Filho de Carl Wilhelm Boehm, tipógrafo e jornalista alemão, e de Therese Alwine Obst. Casou com Lina Berner.
Foi vereador em Joinville por três legislaturas, durante a primeira república.
Foi deputado à Assembleia Legislativa de Santa Catarina na 9ª legislatura (1916 — 1918).